# نواف الظفيري
مشعل العنزي (بالإنجليزية: Meshal Al-Anzi) (ولد في 26 يناير 1972) هو لاعب كرة قدم كويتي معتزل. مثّل منتخب الكويت لكرة القدم في دورة الألعاب الأولمبية الصيفية 1992، حيث شارك في منافسات كرة القدم للرجال. كما لعب لمنتخب الكويت الأولمبي وشارك في تصفيات التأهل لنهائيات كأس العالم 1994 ضمن التصفيات الآسيوية.

### المسيرة المحلية
لعب مشعل العنزي في الدوري الكويتي الممتاز مع عدد من الأندية المحلية، حيث اشتهر بقدراته الدفاعية القوية وقراءته الجيدة للعبة. ساهم في تحقيق فريقه لعدة انتصارات هامة، واعتبر من الركائز الأساسية في خط الدفاع خلال فترة لعبه. ترك بصمة واضحة في كرة القدم الكويتية من خلال التزامه وانضباطه داخل وخارج الملعب.

## وصلات خارجية
- نواف الظفيري على موقع أوليمبيديا (الإنجليزية)